# 아메리칸 대드!

《아메리칸 대드!》(American Dad!)는 미국의 풍자 애니메이션 시리즈이다. 이 애니메이션은 CIA 요원인 스탠 스미스와 그 가족의 생활을 그린 애니메이션이다. 파일럿 버전은 2005년 2월 6일, 제39회 슈퍼 볼 중계 종료 30분 후에 방송되었다.